# 中部エコサービス
中部エコサービス株式会社（ちゅうぶエコサービス）は、名古屋市中区に所在する企業。

## 概要
2000年1月11日設立、本社名古屋市、代表取締役 松井悟、エコキュート、IHクッキングヒーターを中心としたオール電化商品の販売施工会社。IHクッキングヒーター稼働展示台数日本最多級のショールームを完備し専門色をうちだしている。他に住宅リフォーム業のリフォームマスター、太陽光発電販売施工の発電マスター、レストラン兼雑貨店のオーガニックマルシェmeを展開。関西、東海、関東、北陸と店舗展開を続けている